# K. Rainer Massarsch
Karl Rainer Massarsch (* 31. Dezember 1943) ist ein österreichischer  Bauingenieur für Geotechnik.

## Leben
Massarsch studierte an der Universität für Bodenkultur Wien und wurde an der Königlichen Technischen Hochschule (KTH) in Stockholm promoviert. Danach war er an der University of California, Berkeley und Assistant Professor an der University of Kentucky in Lexington. Er war Professor für Bodendynamik an der KTH, war in einem großen schwedischen Ingenieurbüro für Grundbau und technischer Direktor in einer international tätigen Grundbau-Firma.
Massarsch arbeitet heute als beratender Ingenieur (in seiner Firma Georisk and Vibration).
Er befasst sich mit Bodendynamik (Risiken von Rütteln, Pfahlrammen, Verkehrserschütterungen), Erdbeben-Ingenieurwesen,  geotechnischen Felduntersuchungen, Bodenverbesserung mit Rüttelverdichtung, vertikalen Drainagen, tiefer Bodenvermörtelung.  Von ihm stammen mehrere Erfindungen (Resonanzverdichtung (resonance compaction), Bodennägel bei Gründungen (foundation nailing), Abschirmung von Bodenvibrationen mit aufblasbaren Kissen). Er war an großen internationalen Gründungsprojekten beteiligt (Dämme, Flughäfen, Tunnel, Häfen, Industrieanlagen) und an den Rettungs- und Sanierungsmaßnahmen für ägyptische Altertümer (Grab der Nefertari, Memnonkolosse).
Massarsch war Vorsitzender des Technischen Komitees der ISSMGE für Geophysische Tests (TC 10) und Vorsitzender des schwedischen Komitees für Bodendynamik (Ground Vibrations) sowie Vorsitzender europäischen Standard-Komitees (CEN/TC 288) für tiefe Bodenvermörtelung (Deep Soil Mixing) und vertikale Drainage.
2004 wurde er Ehrenmitglied der schwedischen geotechnischen Gesellschaft. 2003 hielt er die Vienna Terzaghi Lecture (Geotechnik zur Rettung von Baudenkmälern).
Er ist einer der Gründer von geoforum.com.

## Schriften
- New method for measurement of lateral earth pressure in cohesive soils, Canadian Geotechnical Journal, Band 12, 1975, S. 142–146
- Soil movements caused by pile driving in clay, KTH Stockholm 1976
- New aspects of soil fracturing in clay, Journal of Geotechnical and Geoenvironmental Engineering, Band 104, 1978, Heft 8
- Lateral Earth pressure in normally consolidated clay, Design Parameters in Geotechnical Engineering, Proc. 7th European Conference of Soil Mechanics and Foundation Engineering 1979
- Deep soil compaction using vibratory probes, in: Deep Foundation Improvements: Design, Construction, and Testing 1991
- Settlement analysis of compacted granular fill, Proc. Int. Conf. Soil Mech. Found. Eng. 1994
- mit Bengt H. Fellenius: Vibratory compaction of coarse-grained soils, Canadian Geotechnical Journal, Band 39, 2002, S. 695–709
- Deformation properties of fine-grained soils from seismic tests, Keynote lecture of International Conference on Site Characterization, 2004
- Vibration isolation using gas-filled cushions, Proceedings of the Geo-Frontiers 2005 Congress
- mit B. H. Fellenius: Ground vibrations induced by impact pile driving, Missouri University of Science and Technology 2008